# Mesoricania ordinata
Mesoricania ordinata är en insektsart som först beskrevs av Melichar 1898.  Mesoricania ordinata ingår i släktet Mesoricania och familjen Ricaniidae. Inga underarter finns listade i Catalogue of Life.